# Diamagnetisme

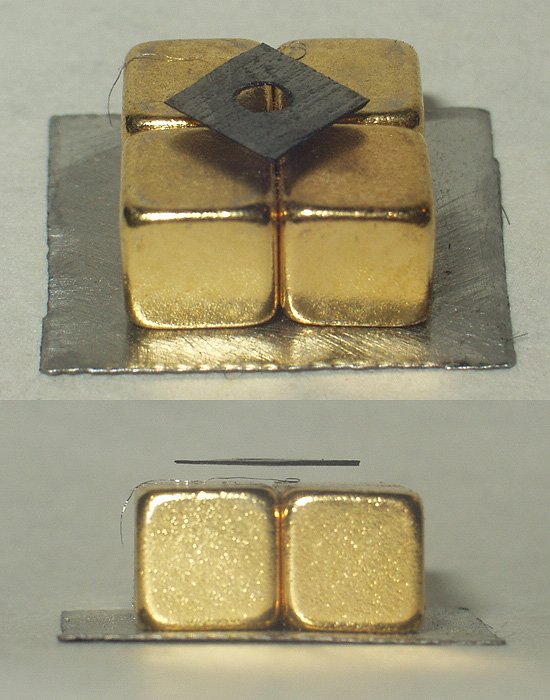
Levitació d'una làmina de grafit pirolític

El diamagnetisme, és una forma molt dèbil de magnetisme que només es dona en presència d'un camp magnètic extern. És el resultat de canvis en el moviment orbital dels electrons causats pel camp magnètic extern. El moment magnètic provocat és molt petit i de direcció oposada al camp aplicat.
Tots els materials mostren una resposta diamagnètica davant l'aplicació d'un camp magnètic extern, es tracta d'un fenomen força comú perquè tots els electrons aparellats, incloent-hi els de la part interna de l'àtom, contribueixen feblement a la resposta del material. Tanmateix, en el cas de materials que mostren altres tipus de magnetisme, com ara el ferromagnetisme o el paramagnetisme, el diamagnetisme passa gairebé desapercebut. Les substàncies que presenten un comportament diamagnètic reben el nom de materials diamagnètics, i són aquells que fora de la física es consideren com a no magnètics: aigua, fusta, la majoria dels compostos orgànics com el petroli i alguns plàstics, molts metalls com el coure i en especial els metalls pesants amb un gran nombre d'electrons a la part interna de l'àtom com el mercuri, l'or i el bismut.
El materials diamagnètics tenen una permeabilitat magnètica relativa menor que la unitat, en conseqüència la susceptibilitat magnètica és menor que zero i, per tant, són repel·lits pels camps magnètics. Tanmateix, com el diamagnetisme és un tipus de propietat molt feble els seus efectes no són observables a la nostra vida diària. Per exemple, la susceptibilitat magnètica d'una substància com l'aigua és {\displaystyle \ \chi _{v}} = −9.05×10−6. El bismut és el material que presenta el diamagnetisme més fort, {\displaystyle \ \chi _{v}} = −166×10−6, tot i que el grafit pirolític pot tenir una susceptibilitat de {\displaystyle \ \chi _{v}} = −400×10−6. Però aquests valors són diversos ordres de magnitud més petits que el magnetisme que presenten els materials paramagnètics o ferromagnètics.
Els superconductors poden ser considerats com a materials diamagnètics perfectes ({\displaystyle \ \chi _{v}} = −1), atès que foragiten qualsevol camp del seu interior a causa de l'efecte Meissner.
Addicionalment, tots els conductors presenten un diamagnetisme quan es mouen a través d'un camp magnètic. La força de Lorentz sobre els electrons provoca que circulin formant corrents de Foucault que produeixen un camp magnètic induït que s'oposa al camp aplicat.
Per demostrar visualment el diamagnetisme, es pot fer flotar una làmina prima de grafit pirolític (que és un material fortament diamagnètic) de forma estable en un camp magnètic, amb imants permanents. Això es pot fer amb tots els components a temperatura ambiental.
El diamagnetisme s'observa especialment en aquells materials als quals les seves molècules no tenen un moment magnètic propi i la magnetització es produeix tan sols a causa del fenomen de la precessió de Larmor. La relació que lliga els vectors {\displaystyle {\vec {B}}} i {\displaystyle {\vec {M}}} és proporcionalment lineal:
{\displaystyle {\vec {M}}=\chi _{m}{\vec {H}}}
on {\displaystyle \chi _{m}} és la susceptibilitat magnètica (negativa en el cas dels materials diamagnètics). D'aquí tenim
{\displaystyle {\vec {B}}=\mu _{0}({\vec {H}}+{\vec {M}})=\mu _{0}(1+\chi _{m}){\vec {H}}=\mu {\vec {H}}}
on {\displaystyle \mu =\mu _{0}(1+\chi _{m})=\mu _{0}\mu _{r}} és la permeabilitat magnètica absoluta i {\displaystyle \mu _{r}=1+\chi _{m}} la permeabilitat relativa del material.

## Història
Sebald Justinus Brugmans va ser el primer a observar el 1778 que el bismut i l'antimoni eren repel·lits pels camps magnètics. Però el terme diamagnetisme va ser encunyat el setembre del 1845 per Michael Faraday quan es va adonar que tots els materials de la natura presentaven alguna forma de resposta diamagnètica front l'aplicació d'una camp magnètic extern.